# 달보러가자
달보러가자는 대한민국의 음악 그룹이다. 2019년 싱글 《신촌역에서》로 데뷔했다.

## 음반
- 신촌역에서 (2019)
- Don't let me down (2020)
- 행복해줘 (2020)
- I will stay with you (2021)
- 독립행군가 (2021)
- You make me Perfect (2022)
- Dear Charlie, From Charlie (2023)
- Always (2023)